# 経済ドキュメンタリードラマ ルビコンの決断
『経済ドキュメンタリードラマ ルビコンの決断』（けいざいドキュメンタリードラマ ルビコンのけつだん）は、日本のテレビ東京系列で、2009年4月16日から2010年9月16日まで、毎週木曜日22:00 - 22:54に放送された経済ドキュメンタリーである。通称および新聞表記は「ルビコンの決断」。2010年8月からは、毎週木曜日21:54 - 22:00に事前枠『みどころ』も別途放送（JST）。
初回と最終回には、30分拡大して23時24分まで放送した。

## 概要
番組タイトルの「ルビコン」とは、イタリアの川の名前ルビコン川から取られている。かつて、その川を渡ったカエサルのように、“重大な決断”という点にスポットを当て、人生や会社の存続などの決断にまつわる背景を、再現ドラマ仕立てのドキュメンタリーとスタジオの討論で紹介してゆく。
ビジネスマン向けだった『日経スペシャル ガイアの夜明け』や『日経スペシャル カンブリア宮殿』と比較しても、ドラマ仕立てということで分かりやすく興味を引くような演出となっており、難しい経営などのビジネス論などの説明は避けることで、より幅広い世代の視聴者をターゲットとした番組構成となっている。
2009年7月16日より、連動データ放送を実施した。
後述の通り、21:54 - 22:00の6分間につなぎ番組として、本編とは別番組扱いとなる「みどころ」枠を別途放送した回もあったが、2010年8月5日放送分からは、「みどころ」枠もレギュラー放送となった。「みどころ」枠の内容は、「このあとのルビコンの決断は」と題したものとなっており、本編はこれまで通り22:00からの開始となった。

## 出演者

### スタジオ
- 木村佳乃[1]（番組ナビゲーター）
- 大浜平太郎（『NEWS FINE』メインキャスター）[2]
- 池上彰（決断プレゼンター）※番組開始当初から不定期出演していたが、2010年4月よりレギュラー出演。

番組開始当初は大浜が取り上げた決断について解説全般を行い、池上が出演時には池上がその補足解説をおこなっていたが、池上のレギュラー出演以降は大まかな解説を大浜が、決断の中のキーワードとなった項目の解説を池上が行っていた。

### ナレーター
- 白井晃（2009年度）

最終回拡大スペシャル（2010年9月16日）にドラマ編で心臓外科医役で出演した。
- 中西俊彦（2010年4月 - 終了まで）

## 放送ラインナップ

### 2009年
| 2009年の放送ラインナップ | 2009年の放送ラインナップ | 2009年の放送ラインナップ                                              | 2009年の放送ラインナップ        | 2009年の放送ラインナップ                                   |
| 回 数                    | 放送日                   | サブタイトル                                                          | 取り上げた企業・団体または個人  | 出演者                                                     |
| ------------------------ | ------------------------ | --------------------------------------------------------------------- | ------------------------------- | ---------------------------------------------------------- |
| 01                       | 4月16日                  | リストラか? 賃金カットか? 町工場の決断 黒人大統領誕生物語             | 大阪、アスク 米国、オバマ大統領 | 前田吟、根本りつ子、久本朋子、手嶋龍一、ダンテ・カーヴァー |
| 02                       | 4月23日                  | リーマン破たん 最後の50時間                                           | リーマン・ブラザーズ            | 前川泰之、西原亜希                                         |
| 03                       | 5月7日                   | 愛する故郷を救え! 黒川温泉再生の決断                                  | 黒川温泉                        | 勝野洋、山下徹大                                           |
| 04                       | 5月14日                  | 老舗メーカーを立て直せ! 3代目がむしゃら娘の挑戦                       | ホッピービバレッジ              | 島崎和歌子、渡辺哲                                         |
| 05                       | 5月21日                  | 命を削って命を守った政治家 山本孝史の命の決断                         | 政治家 山本孝史                 | 田中健、大場久美子、藤村直樹                               |
| 06                       | 5月28日                  | なぜ知事は辞任するのか 静岡空港延期250日の攻防                        | 静岡空港                        | 布施博、浜田晃                                             |
| 07                       | 6月4日                   | "食の安全"をどう守ったのか? インスタントラーメン開発者の決断          | 日清食品の創業者 安藤百福       | 渡辺いっけい                                               |
| 08                       | 6月11日                  | 葬式はなぜ高い 格安でお坊さん派遣します                               | 僧侶派遣会社                    | 中野英雄、萩尾みどり                                       |
| 09                       | 6月18日                  | ホームレスから社長に こうしてどん底からはいあがった                   | オウケイウェイヴ 社長 兼元謙任  | 河相我聞、小西博之、八木小緒里                             |
| 10                       | 7月2日                   | 振り込め詐欺はこうして捕まった! 〜82歳と66歳 勇気ある作戦             | 埼玉県 おばあちゃんコンビ       | 淡路恵子、藤田弓子                                         |
| 11                       | 7月9日                   | 餃子で会社を救え 「餃子の王将」奇跡の全店黒字                         | 餃子の王将 社長 大東隆行        | 村野武範                                                   |
| 12                       | 7月16日                  | ブラジャーで社会を変えろ! ワコールと働く女性の時代                    | ワコール                        | 西村和彦、大路恵美                                         |
| 13                       | 7月23日                  | プリウスを創った男たち 〜世界最高燃費を目指せ〜                       | トヨタ自動車                    | 小木茂光、浜田晃、菊池健一郎、鳥羽潤                       |
| 14                       | 7月30日                  | 青色発光ダイオードを作った男・中村修二                                | 中村修二                        | 松村雄基、梅宮辰夫、澤向要進、寺田農                       |
| 15                       | 8月6日                   | 青色発光ダイオードを作った男・中村修二                                | 中村修二                        |                                                            |
| 16                       | 8月13日                  | 困難の時こそ夢を持て 〜テレビで経済復興を目指した男・松下幸之助〜     | 松下幸之助                      | 三田村邦彦、神保悟志                                       |
| 17                       | 8月20日                  | 税金のムダ遣いはヤメんかい! 〜ナニワのおばちゃんオンブズマン〜        | 大阪 おばちゃんコンビ           | 三林京子、正司照枝                                         |
| 18                       | 8月27日                  | 「まずい」を「うまい」に変えたポカリスエット 大逆転のドラマ           | 大塚製薬                        | 辰巳琢郎、賀集利樹、山田明郷                               |
| 19                       | 9月3日                   | 我ら農業サラリーマン 〜日曜・祝日休みます〜                           | 新福青果                        | 永島敏行、少路勇介、織本順吉                               |
| 20                       | 9月10日                  | 民主党圧勝の裏側“小沢秘書軍団”とは何か?                               | 小沢一郎                        | 伊吹吾郎、渡辺典子、金山一彦                               |
| 21                       | 9月17日                  | 借金なんかで死ぬんじゃない! 〜落ちこぼれ弁護士が ヤミ金と闘った〜     | 宇都宮健児                      | ベンガル、斎藤洋介                                         |
| 22                       | 9月24日                  | 1964東京五輪を招致せよ 〜祖国復興に賭けた男達〜                       | フレッド和田、田畑政治          | 宅麻伸、綿引勝彦、野村真美                                 |
| 23                       | 10月8日                  | 石川遼を獲得せよ! 〜知られざる大逆転 ヨネックスの決断〜               | ヨネックス、石川遼              | 筧利夫、西岡徳馬、荒井敦史                                 |
| 24                       | 10月15日                 | あなたはなぜ働くのですか? 〜日本一優しい会社が問い続けた50年〜        | 日本理化学工業                  | 津田寛治、伊藤かずえ、比企理恵、清水章吾                   |
| 25                       | 10月22日                 | リゾート界に革命を起こせ! 〜激安宿で勝負を挑んだ男〜                  | 四季リゾーツ                    | 鶴見辰吾、五月みどり、いとうまい子、金子貴俊               |
| 26                       | 10月29日                 | 巨人軍 復活への道〜野球ど素人が挑んだ球団改革〜                       | 読売巨人軍                      | 名高達男、川野太郎、大坂俊介                               |
| 27                       | 11月5日                  | 日本一の物産展を築いた男 〜百貨店バイヤー北海道を駆ける〜             | 内田勝規、東武百貨店            | 長谷川初範、黒部進、小林すすむ                             |
| 28                       | 11月12日                 | トイレの水を減らせ! 〜6リットルの壁に挑む 男たちの開発競争〜          | パナソニック電工、TOTO          | 高知東生、松澤一之、保阪尚希、佐戸井けん太                 |
| 29                       | 11月19日                 | ユニクロ快進撃の真実 〜「安かろう悪かろう」からの大逆転劇〜           | ユニクロ                        | 西村雅彦、緒形幹太、斉藤慶太、林和義                       |
| 30                       | 12月3日                  | 奇跡のりんご誕生物語 〜不可能といわれた“無農薬”に挑んだ男〜           | 木村秋則                        | 山崎樹範、原千晶、山本学、鈴木正幸                         |
| 31                       | 12月10日                 | ニッポンの味 マグロを守れ 〜世界初!クロマグロ完全養殖に挑んだ男たち〜 | 近畿大学水産研究所              | 宇梶剛士、神山繁、山田純大、向田茉夏                       |
| 32                       | 12月17日                 | 奇跡の医療革命! 〜お母さんたちが立ち上がった!〜                       | 兵庫県の若い母親たち            | 佐藤藍子、神保悟志、松尾諭                                 |
| 33                       | 12月31日                 | ニッポンの大決断2009 政権交代                                         | 民主党                          | 赤井英和、松村雄基、神山繁、白井晃、神保悟志               |

### 2010年
| 2010年の放送ラインナップ | 2010年の放送ラインナップ | 2010年の放送ラインナップ                                                                      | 2010年の放送ラインナップ           | 2010年の放送ラインナップ                         |
| 回数                     | 放送日                   | サブタイトル                                                                                  | 取り上げた企業・団体または個人     | 出演者                                           |
| ------------------------ | ------------------------ | --------------------------------------------------------------------------------------------- | ---------------------------------- | ------------------------------------------------ |
| 34                       | 1月7日                   | あなたの"ふるさと"は大丈夫ですか?-前代未聞の商店街再生20年間の軌跡-                           | 高松丸亀町商店街                   | 布施博、岩崎ひろみ、西村清孝、森章二             |
| 35                       | 1月14日                  | 葉っぱビジネスで稼げ! 〜限界集落おばあちゃんの挑戦〜                                          | 横石知二、徳島県上勝町             | 金子貴俊、藤田弓子、松金よね子、赤井英和         |
| 36                       | 1月21日                  | ソニー ウォークマンの逆襲                                                                     | ソニー                             | 野村宏伸、田中健、原田篤                         |
| 37                       | 1月28日                  | サントリーの逆襲 なぜ“ハイボール”は復活したのか!?                                             | サントリー                         | 鈴木一真、綿引勝彦、前川泰之                     |
| 38                       | 2月4日                   | 世界初!夢の自転車 〜坂道らくらく 驚異の新感覚〜                                               | ヤマハ発動機                       | 村田雄浩、金山一彦、松田洋治                     |
| 39                       | 2月11日                  | メタボリックシンドローム 〜ウエスト85cmの真実!〜                                              | 松澤佑次                           | 金田明夫、大路恵美、松澤一之、荒木悠司           |
| 40                       | 2月18日                  | シューズで君をヒーローに! 〜子どもたちが魔法にかかった〜                                      | アキレス                           | 鶴見辰吾、宍戸開、伊嵜充則                       |
| 41                       | 3月4日                   | "100円コンビニ"の衝撃〜なぜローソンは実現できたのか?                                          | ローソン                           | 渡辺裕之、石丸謙二郎、中野英雄                   |
| 42                       | 3月18日                  | 商品に魂を入れろ! 〜ユニ・チャーム快進撃の秘密〜                                              | ユニ・チャーム                     | 宇梶剛士、河相我聞、杏さゆり                     |
| 43                       | 3月25日                  | 楽天市場 急成長の法則 〜たった2人から始まった 世界一への挑戦〜                                | 楽天、三木谷浩史                   | 穴戸開、横山めぐみ、伊嵜充則、菊池健一郎         |
| 44                       | 4月15日                  | 龍馬の後継者・岩崎弥太郎 〜日本経済の礎を築いた男〜                                           | 岩崎弥太郎                         | 西村和彦、松村雄基、西田健、神保悟志             |
| 45                       | 4月22日                  | 省エネ電球で世界を照らせ 〜東芝 大転換の決断〜                                                | 東芝                               | 中村雅俊、遊井亮子、中本賢、樋口浩二、西田 健    |
| 46                       | 4月29日                  | アルコール0.00%への挑戦 〜キリンフリー開発物語〜                                              | 麒麟麦酒                           | 北川弘美、湯江健幸、大浦龍宇一                   |
| 47                       | 5月6日                   | "エキナカ"誕生の真実 〜駅の常識を変えろ! 若き社員たちの革命〜                                 | JR東日本、エキュート               | 田中律子、鶴田忍、石垣佑磨、大森うたえもん       |
| 48                       | 5月13日                  | 緑茶戦争を勝ち抜け! 〜奇跡の定番商品はこうして生まれた〜                                      | 伊藤園                             | 西岡徳馬、小木茂光、徳井優、遠山俊也             |
| 49                       | 5月20日                  | 回転寿司は戦国時代! 〜職人社長と東大専務が戦った〜                                            | あきんどスシロー                   | 中野英雄、山口馬木也、遠野なぎこ                 |
| 50                       | 6月3日                   | こんな少しで汚れが落ちるの? 〜世界初の洗剤を創れ! 花王開発部隊の挑戦〜                        | 花王                               | とよた真帆、保阪尚希、いとうまい子               |
| 51                       | 6月10日                  | 儲からない場所が利益を生んだ 〜32歳で48億を稼ぐ 逆転のビジネス〜                              | エムグラントフードサービス、井戸実 | 金子賢、矢沢心                                   |
| 52                       | 6月17日                  | 家電戦争!驚きの高値売り 仰天サービスで量販店に挑んだ電器店                                    | でんかのヤマグチ                   | 前田吟、松村雄基、萩尾みどり                     |
| 53                       | 6月24日                  | 世界中から「ありがとう」〜おっぱいに懸けた ある企業の決断〜                                   | 中村ブレイス                       | 猪野学、古川りか、早織、国分佐智子               |
| 54                       | 7月15日                  | ニッポンの味を世界へ 〜「皿洗い」から「香港の寿司王」になった男〜                             | リッキー・チェン                   | 鳥羽潤、田中実、小野寺昭                         |
| 55                       | 7月22日                  | 大衆魚を宝石に変えた男 〜関さば 執念のブランド戦略                                            | 佐賀関町漁業協同組合               | 布施博、小林すすむ、つまみ枝豆                   |
| 56                       | 8月5日                   | 元OLが企業買収 〜負債総額57億円 老舗洋菓子の再建に挑む〜                                      | 広野道子、洋菓子のヒロタ           | 遊井亮子、保阪尚希、織本順吉、杏さゆり           |
| 57                       | 8月19日                  | 日本の空を取り戻せ! 〜全日空創業 「民」の力を信じた飛行機野郎たち〜                           | 全日本空輸                         | 寺田農、今井雅之、菊池健一郎                     |
| 58                       | 9月2日                   | "シャープ大逆転劇"の真実 〜「液晶テレビ」にかけた男たち〜                                     | シャープ                           | 永島敏行、夏八木勲                               |
| 59                       | 9月9日                   | ニッポン式コンビニ誕生物語 〜セブンイレブン36年目の真実〜                                     | セブン-イレブン・ジャパン          | 榎木孝明、河相我聞、安倍麻美、神保悟志、湯江健幸 |
| 60                       | 9月16日                  | 最終回拡大スペシャル 7万人の命を救った奇跡の医療器具 〜愛する娘が教えてくれた命のものづくり〜 | 東海メディカルプロダクツ           | 宍戸開、伊藤かずえ、折井理子、白井晃             |

## ネット局・放送時間
| 放送対象地域  | 放送局         | 系列           | 放送開始日    | 放送時間                     | 備考                                                    |
| ------------- | -------------- | -------------- | ------------- | ---------------------------- | ------------------------------------------------------- |
| 関東広域圏    | テレビ東京     | テレビ東京系列 | 2009年4月16日 | 木曜 22:00 - 22:54           | 番組制作局 ※21:54 - 22:00に事前枠「みどころ」も別途放送 |
| 北海道        | テレビ北海道   | テレビ東京系列 | 2009年4月16日 | 木曜 22:00 - 22:54           | 同時ネット ※事前枠「みどころ」も同時ネット              |
| 愛知県        | テレビ愛知     | テレビ東京系列 | 2009年4月16日 | 木曜 22:00 - 22:54           | 同時ネット ※事前枠「みどころ」も同時ネット              |
| 大阪府        | テレビ大阪     | テレビ東京系列 | 2009年4月16日 | 木曜 22:00 - 22:54           | 同時ネット ※事前枠「みどころ」も同時ネット              |
| 岡山県 香川県 | テレビせとうち | テレビ東京系列 | 2009年4月16日 | 木曜 22:00 - 22:54           | 同時ネット ※事前枠「みどころ」も同時ネット              |
| 福岡県        | TVQ九州放送    | テレビ東京系列 | 2009年4月16日 | 木曜 22:00 - 22:54           | 同時ネット ※事前枠「みどころ」も同時ネット              |
| 岐阜県        | 岐阜放送       | 独立局         | 2009年10月8日 | 木曜 22:00 - 22:54           | 本編のみ同時ネット                                      |
| 滋賀県        | びわ湖放送     | 独立局         | 2009年4月16日 | 木曜 22:00 - 22:54           | 本編のみ同時ネット                                      |
| 奈良県        | 奈良テレビ     | 独立局         | 2009年4月16日 | 木曜 22:00 - 22:54           | 本編のみ同時ネット                                      |
| 和歌山県      | テレビ和歌山   | 独立局         | 2009年4月16日 | 木曜 22:00 - 22:54           | 本編のみ同時ネット                                      |
| 熊本県        | 熊本放送       | TBS系列        | 2009年5月14日 | 木曜 9:55 - 10:50            | 遅れネット                                              |
| 愛媛県        | あいテレビ     | TBS系列        | 2009年10月4日 | 日曜 13:00 - 13:55           | 遅れネット                                              |
| 三重県        | 三重テレビ     | 独立局         |               | 月曜 20:00 - 20:55           | 遅れネット                                              |
| 秋田県        | 秋田放送       | 日本テレビ系列 | 2010年4月4日  | 日曜 10:30 - 11:30           | 遅れネット                                              |
| 鳥取県 島根県 | 日本海テレビ   | 日本テレビ系列 | 2009年10月7日 | 水曜 15:55 - 16:53           | 遅れネット                                              |
| 富山県        | 北日本放送     | 日本テレビ系列 | 2009年10月7日 | 水曜 0:29 - 1:25（火曜深夜） | 遅れネット                                              |
| 福島県        | 福島中央テレビ | 日本テレビ系列 | 2009年6月22日 | 火曜 0:59 - 1:53（月曜深夜） | 遅れネット                                              |
| 静岡県        | 静岡第一テレビ | 日本テレビ系列 | 2010年5月2日  | 日曜 10:25 - 11:25           | 遅れネット                                              |
| 全国          | BSジャパン     | BSデジタル     | 2009年4月22日 | 水曜 21:00 - 21:54           | 遅れネット                                              |

### 備考
- 放送第2回目の2009年4月23日は、21:54 - 22:00に本編とは別番組扱いとなる事前枠『ルビコンの決断 みどころ』も別途放送された。
- 富山県では、第16回（テレビ東京系列では2009年8月13日放送）の「困難の時こそ夢を持て 〜テレビで経済復興を目指した男・松下幸之助〜」からの放送となった。
- 2009年12月31日には大晦日版「2009年政権交代 民主党政権の正体」を21:30 - 23:30に放送された。
- 2014年、中村修二がノーベル物理学賞を受賞したことを受け、10月10日13:35 - 15:30に急遽「青色発光ダイオードを作った男・中村修二」の回を再放送することとなった（本来は「刑事吉永誠一 涙の事件簿8 虹が消えた交差点」を再放送する予定だった）[6]。

## スタッフ
- 編成：多田浩行
- プロデューサー：野口雄史
- チーフプロデューサー：福田裕昭
- 演出：浅野太、小野務、山野辺聖勝、松野勇二、岡崎成克、小山田雅和、山内宗信、鈴木亨知、山田直樹、沼尻高明、富岡洋一　ほか（週がわり）
- 脚本：横幕智裕、植松知子、根本ノンジ、森明美、兼上頼正、吉田貴秀、山本泰子、天明晃太郎、佐藤万里　ほか（週がわり）
- リサーチ：角田さち代
- スタジオ構成：守谷武己
- 製作著作：テレビ東京

### 過去のスタッフ
- 統括：飯田謙二

### ロケ地協力
- セントマーガレット病院

## 参考記事・脚注・出典
1. ↑  木村佳乃が報道系初メーンキャスター…テレ東系「ルビコンの決断」（スポーツ報知、2009年2月18日付け記事）
2. ↑  番組内では「報道キャスター」という肩書きで出演。
3. ↑  前編・後編の2週連続放送。
4. ↑  最終回のみ遅れネット。
5. ↑  初回に限り21:30から放送した。
6. ↑  『緊急編成！池上彰がノーベル賞・中村修二に迫るドラマ“ルビコンの決断”』テレビ東京で放送決定！ テレビドガッチ 2014年10月9日